# Love Is a Song
Love Is a Song ist ein Song von Frank Churchill (Musik) und Larry Morey (Text), der 1942 veröffentlicht wurde.
Churchill und Morey schrieben den Song Love Is a Song (That Never Ends) als Titelmelodie für den Disney-Film Bambi (1942, Regie: David Hand). In dem Film wird der Song von  Donald Novis vorgestellt. Love Is a Song  erhielt 1943 eine Oscar-Nominierung in der Kategorie Bester Song.
Frank Churchill hatte den Song Love is a Song seiner Frau Carolyn gewidmet, die 1930–34 Walt Disneys persönliche Sekretärin gewesen war, bevor sie Churchill heiratete. Disney war während der Produktion des Bambi-Films unzufrieden mit der Arbeit Churchills; frustriert über die fehlende Anerkennung verübte der depressive und alkoholkranke Komponist am 14. Mai 1942 Selbstmord.
Der Filmsong erschien auf Schellackplatte bei His Master’s Voice (B.D.1021); Coverversionen des Songs nahmen Anfang der 1940er-Jahre u. a. Teddy Powell (der seine Version als Zeichentrickfilm veröffentlichte), das Bob Crosby Orchestra und in Europa The Blue Rockets und Fred Bohler/Hazy Osterwald auf.